# Consórcio Novo Trans
Consórcio Novo Trans é um consórcio de empresas brasileiras de transporte coletivo urbano integrado da cidade de Cachoeiro de Itapemirim no estado do Espírito Santo que opera através de regime de concessão da Prefeitura Municipal de Cachoeiro de Itapemirim. É responsável pelo gerenciamento do transporte de passageiros na sede de Cachoeiro de Itapemirim e nos seus dez distritos. Tendo como titulares as empresas: Viação Flecha Branca, Viação Real Ita, Viação Costa Sul e Viação Santa Luzia. Além de gerenciar o projeto de transporte Ir e Vir através de vans, serviço especial para cadeirantes do município.
O visual padrão dos coletivos das linhas da cidade e do distrito sede, administrada pela Flecha Branca, possui como cor padrão o azul e o título "convencional" em suas laterais, enquanto os coletivos distritais têm o verde como cor padrão e o título "distrital" em suas laterais. Ambos são acompanhados pelo nome do município, brasão e diferentes imagens de patrimônio histórico, cultural e ambiental de Cachoeiro, tais como a Ponte de Ferro, Pico do Itabira, Casa dos Braga, Ilha dos Meireles, Pedra da Ema e a Cachoeira Alta.

## Histórico
O Consórcio Novo Trans surgiu a partir da iniciativa da Viação Flecha Branca em 2015, empresa operadora do transporte público na sede do município desde 1973. Essa empresa implementou um novo modelo de transporte com novos veículos e bilhetagem eletrônica em 2009 e esteve em parceria com a prefeitura afim de compor o Plano de Mobilidade Urbana. A partir disso, as outras três empresas que operavam no município adotaram a nova pintura, composta por cores inspiradas no brasão do município e passaram a ser gerenciadas pela AGERSA que regula os transportes municipais, mas ainda mantinham o modelo de tarifas seccionadas como os ônibus intermunicipais.
Entre os anos de 2011 e 2013, as linhas da Viação Costa Sul e Santa Luzia, que atendiam os distritos de Itaoca, Gironda, Córrego dos Monos e Vargem Grande de Soturno, adotaram o modelo de tarifa única e bilhetagem eletrônica, com o subsídio da prefeitura municipal. Elas também incluíram novos ônibus no modelo urbano em suas frotas. Em contrapartida, a Viação Real e a Viação Santa Luzia (linha de São Vicente) só adotaram o valor da tarifa única municipal até o distrito de Coutinho, mantendo o modelo seccionado de tarifas, mas com subsídio da Prefeitura.
Em 2015 foi firmado o contrato de concessão n° 056/2015 entre o consórcio composto pelas quatro empresas atuantes e a Prefeitura Municipal de Cachoeiro de Itapemirim, formando o Consórcio Novo Trans e um novo visual foi adotado aos coletivos.
A partir do ano de 2019, através do decreto municipal n° 28311/2019 as linhas distritais de Burarama, Pacotuba e São Vicente adotaram o modelo de tarifa única. Logo depois da criação da linha do distrito de Conduru foi decretado a tarifa única para a linha. A partir do ano de 2019, todo o município passou a operar com o modelo de tarifa única e bilhetagem eletrônica em suas linhas municipais.

## Abrangência

### Linhas Convencionais
Viação Flecha Branca:
• Todos os bairros da cidade e comunidades do distrito-sede;
• Distrito da Gruta;
• Comunidade de Estação Cobiça (distrito de Vargem Grande de Soturno);
• Comunidade de Monte Líbano (dsitrito de Gironda);
• Comunidade de Barra do Itaoca (distrito de Itaoca);
• Comunidade de Olho d'água (distrito de Coutinho).
Por mais que as demais linhas da viação sejam distritais, elas são operadas por coletivos convencionais e de cores azuis.

### Linhas distritais
Viação Real Ita: distritos de Burarama, Conduru, Coutinho (via) e Pacotuba;
Viação Costa Sul: distritos de Gironda, Vargem Grande do Soturno e Córrego dos Monos;
Viação Santa Luzia: distritos de Itaoca, Coutinho (via), São Vicente e comunidade de São Miguel (distrito de Conduru).

## Cartão Melhor
Em fevereiro de 2009, foi adotado o modelo de pagamento através da bilhetagem eletrônica, e o Cartão Melhor foi criado para operar esse sistema. Inicialmente, esse modelo foi implementado pela Viação Flecha Branca e, posteriormente, estendido para as empresas que operam as linhas distritais, tais como a Viação Costa Sul e a Viação Santa Luzia (exclusivamente para a linha de Itaoca). Somente em 2019, as linhas da Viação Real Ita e a linha 160 da Viação Santa Luzia passaram a utilizar a bilhetagem eletrônica, sendo instaladas as catracas em seus coletivos. O CCI – Consórcio Cachoeiro Integrado, é formado pelas empresas locais que adotam a bilhetagem eletrônica, sendo responsável pela gestão e comercialização dos créditos comercializados por essas empresas.
Atualmente, o Cartão Melhor opera com dez tipos de modelos, sendo que o Cartão Melhor Cidadão, Cartão Melhor Vale-Transporte, Cartão Melhor Escolar e Cartão Melhor Passe Livre são os modelos mais utilizados.
Cartão Melhor Cidadão: Disponível para todos os usuários;
Cartão Melhor Vale-Transporte: Disponibilizado por empregadores aos seus colaboradores;
Cartão Melhor Empresarial: Disponível para funções durante a função de trabalhadores;
Cartão Melhor Escolar: Disponíveis para alunos e professores, com direito a 50% de desconto da tarifa vigente;
Cartão Melhor Sênior: Garantido aos usuários de 65 anos ou mais;
Cartão Melhor Passe Livre: Garantido aos usuários de baixa renda inscritos no CadÚnico ou que estão a procura de emprego;
Cartão Melhor Especial e Cartão Melhor Especial Acompanhante: Disponível para usuários com necessidades especiais e acompanhantes de usuários com necessidades especiais, respectivamente;
Cartão Melhor Gratuidade: Disponibilizado aos usuários insetos, como auditores fiscais;
Cartão Melhor Empresarial: Destinado aos motoristas e cobradores das empresas.

## Tarifas
O reajuste das tarifas e outras medidas adotadas pelo Consórcio são estabelecidos com base em estudos da AGERSA, órgão da Prefeitura Municipal, e do Consórcio Novo Trans.
A partir de 28 de janeiro do ano de 2024, foi decretado o novo valor da tarifa municipal, mas o valor da tarifa através dos Cartões Melhor Cidadão e Escolar foram congeladas Para incentivar o uso do Cartão Melhor Cidadão, foi estabelecida uma economia de R$ 1,20 por viagem com o seu uso.
A única mudança estabelecida, além do valor da tarifa em dinheiro ou vale-transporte, foi a redução das tarifas distritais de Burarama, Conduru, Pacotuba e São Vicente através do pagamento pelo Cartão Melhor Cidadão. Anteriormente, esses distritos pagavam o valor integral da passagem independentemente da forma de pagamento, exceto o Cartão Melhor Escolar. Agora, passam a ter um desconto de R$ 1,20, assim como o restante do município.
| Linhas                                                          | Valor em dinheiro e Cartão Melhor Vale-Transporte | Cartão Melhor Cidadão | Cartão Melhor Escolar |
| --------------------------------------------------------------- | ------------------------------------------------- | --------------------- | --------------------- |
| Convencional                                                    | R$ 4,70                                           | R$ 3,50               | R$ 1,75               |
| Distrital                                                       | R$ 4,70                                           | R$ 3,50               | R$ 1,75               |
| Distrital (Linhas de Burarama, Conduru, Pacotuba e São Vicente) | R$ 4,70                                           | R$ 3,50               | R$ 1,75               |